# Bernhard Panzram

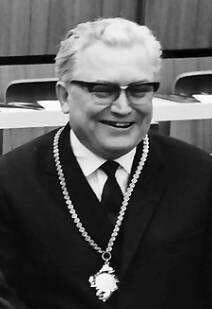
Bernhard Panzram (1964)

Bernhard Panzram (* 12. Januar 1902 in Eberswalde; † 12. Februar 1998 in Freiburg im Breisgau) war katholischer Priester, Hochschullehrer und als solcher auch Rektor der Albert-Ludwigs-Universität Freiburg.

## Leben

### Jugend und Ausbildung
Er studierte in Berlin und Würzburg zunächst sehr erfolgreich Rechtswissenschaften und promovierte an der Würzburger Universität im Jahre 1923 zum seinerzeit jüngsten Dr. jur. Deutschlands. In Würzburg war er Mitglied der katholischen Verbindung KDStV Markomannia im CV geworden. In Breslau studierte er an der Katholisch-Theologischen Fakultät der Universität Breslau Theologie und wurde nach dem Alumnat am 2. Februar 1930 zum Priester geweiht. Erfahrungen in der Seelsorge sammelte er als Kaplan in Berlin an der Hedwigskirche und im Brandenburgischen. Zum Dr. theol. promovierte er nach weiteren Studien. Im Jahre 1935 und im Jahre 1939 wurde er von der Katholisch-Theologischen Fakultät der Universität Breslau für die Fächer Kirchenrecht und Kirchliche Rechtsgeschichte habilitiert. 

### Lehrtätigkeit
Im Sommersemester 1942 nahm Panzram die Vertretung des Lehrstuhls für Kirchengeschichte der Theologischen Fakultät der 1348 gegründeten Karls-Universität Prag wahr und hatte sie bis zum 5. Mai 1945 inne. Im September 1945 gelangte er nach Bayern und 1947 erfolgte seine Berufung auf den Lehrstuhl für Kirchenrecht an der Philosophisch-theologischen Hochschule Regensburg, der im Jahre 1954 die Berufung auf den Lehrstuhl für Kirchenrecht an der Albert-Ludwigs-Universität Freiburg i. Br. folgte, wo er bis zu seiner Emeritierung im März 1970 wirkte. Als er 1964 beim Stiftungsfest einer Freiburger CV-Verbindung eine Rede hielt, war dies nach 31 Jahren der erste offizielle Besuch des amtierenden Rektors bei einer Freiburger Korporation.

### Ämter und Ehrungen
- Dekan der Theologischen Fakultät: Studienjahr 1957/58
- Rektor der Universität: Studienjahr 1964/65
- Prorektor: Studienjahr 1965/66, 1966/67

Bernhard Panzram war Päpstlicher Hausprälat und Bandinhaber der Freiburger Kath. Dt. Studentenverbindungen Wildenstein, Hercynia, Falkenstein und Arminia im Cartellverband im CV. Zudem war er Mitglied der Historischen Kommission für Schlesien.

## Schriften
- mit H. F. Schulz: Die Taufe und die Einheit der Christen, 1964.
- Karl IV. und seine Prager Universität, 1982.
- Sucht, dann werdet ihr finden, Leipzig, 2. erweiterte Auflage, 1994.